# Virginia de Vest
West Virginia, numele oficial în engleză, State of West Virginia (în română se poate eventual folosi Statul West Virginia sau Statul Virginia de Vest), este unul din cele 50 de state ale Statelor Unite ale Americii din regiunea cunoscută sub numele de Appalachia. Abrevierea uzuală pentru West Virginia este WV (pentru alte semnificații ale abrevierii WV, vedeți WV (dezambiguizare). 
Cunoscut și ca The Mountain State, West Virginia s-a desprins din [the] Commonwealth of Virginia în timpul Războiului civil american, fiind admis în Uniune ca un stat separat la 20 iunie 1863, aniversare sărbătorită azi în stat ca West Virginia Day. Este singurul stat al Statelor Unite format ca un rezultat direct al Războiului Civil. 
Biroul recensămintelor SUA (conform denumirii oficiale, United States Census Bureau) consideră West Virginia parte a zonei de Sud a Statelor Unite, datorită plasării sale sub linia Maxon-Dixon. Serviciul de Geologie al SUA ([The] United States Geological Survey sau USGS) desemnează West Virginia ca un așa-zis Mid-Atlantic stat, în ciuda culturii, modului de a vorbi și a politicii, care sunt tipice zonei Sudului Statelor Unite. Mulți cetățeni ai statului West Virginia susțin că statul lor este mai degrabă o parte a zonei numită Appalachia, decât a zonelor Mid-Atlantic sau South, în timp ce zona "cozii nordice a tigăii" (conform, Northern Panhandle) și zona North-Central, simt o afinitate pentru Pittsburgh, Pennsylvania. De asemenea, zona "cozii estice a tigăii" (conform, Eastern Panhandle) simte un fel de conectare cu Washington, D.C. suburbiile din Maryland și Virginia, respectiv locuitorii părții de sud a statului se consideră aparținând sudului SUA. În sfârșit, micile localități și fermele de-a lungul zonei de mijloc a Ohio River au un aspect și o exprimare culturală care aduce cu cea a zonei Mid-West. 
Statul este larg cunoscut pentru frumusețea sa naturală, pentru tradiția în domeniul mineritului cărbunelui și al exploatării lemnului, domenii economice în care sindicatele locale au dovedit organizare și eficiență. Statul este cunoscut ca destinație turistică pentru cei interesați de activități și sporturi în aer liber, așa cum ar fi schiatul, pescuitul, plutăritul sportiv, vânătoarea, cățărarea pe stânci și alpinismul. 

## Demografie

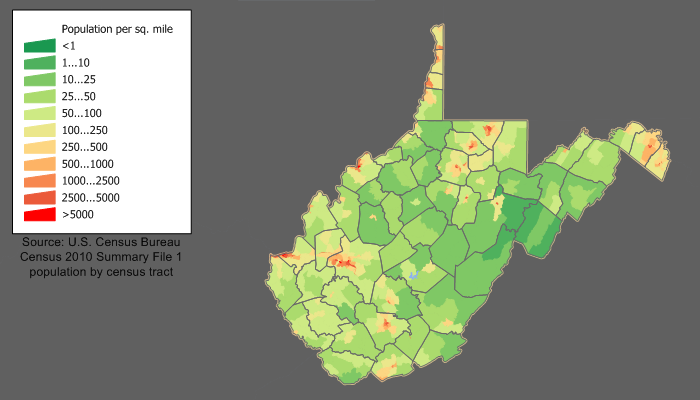
Densitatea populației statului West Virginia

### 2010
Populația totală a statului în 2010: 1,852,994
Structura rasială în conformitate cu recensământul din 2010:
- 93.9% Albi (1,739,988)
- 3.4% Negri (63,124)
- 0.2% Americani Nativi (3,787)
- 0.7% Asiatici (12,406)
- 0.0% Hawaieni Nativi sau locuitori ai Insulelor Pacificului (428)
- 1.5% Două sau mai multe rase (27,142)
- 0.3% Altă rasă (6,119)
- 1.2% Hispanici sau Latino (de orice rasă) (22,268)